# Sassuolo Volley 2007-2008
Questa voce raccoglie le informazioni riguardanti il Sassuolo Volley nelle competizioni ufficiali della stagione 2007-2008.

## Stagione
La stagione 2007-08 è per il Sassuolo Volley, sponsorizzata dalla Unicom Starker e della Kerakoll, la prima in Serie A1: la squadra infatti ottiene l'accesso alla massima serie dopo aver vinto i play-off della Serie A2 2006-07. Come allenatore viene scelto Tommy Ferrari e la rosa, oltre alla conferma di diverse giocatrici autrici della promozione come Iuliana Nucu, Carmen Țurlea, Sandra Vitez, Giulia Pincerato, Valentina Cozzi e Francesca Devetag, si rafforza con gli arrivi di Lucia Bosetti, Margareta Kozuch, Elisa Lancellotti, Helena Havelková e Ivana Plchotová, mentre tra le cessioni quelle di Costanza Manfredini, Barbara De Luca e Lara Lugli.
Il campionato si apre con due sconfitte consecutive: la prima vittoria arriva alla terza giornata in casa della Jogging Volley Altamura per 3-0; dopo altri tre stop di fila la squadra di Sassuolo ottiene un nuovo successo durante la settima giornata contro il Santeramo Sport, in casa, e poi nuovamente in trasferta alla nona giornata ai danni del Forlì, chiudendo poi il girone di andata con due sconfitte e il decimo posto in classifica. Il girone di ritorno comincia con una gara persa seguita da due successi: nelle successive cinque giornate il club emiliano riesce ad ottenere una sola vittoria, per poi concludere la regular season con due gare vinte e una sconfitta, arrivando all'ottavo posto in classifica. Partecipa quindi ai play-off scudetto: viene tuttavia eliminato nei quarti di finale a seguito della sconfitta sia in gara 1 che in gara 2 contro Robursport Volley Pesaro.
Tutte le squadre che partecipano alla Serie A1 e alla Serie A2 nella stagione 2007-08 sono di diritto qualificate alla Coppa Italia: nella fase a gironi il Sassuolo Volley chiude il proprio raggruppamento al secondo posto. Negli ottavi di finale, dopo aver perso la gara di andata contro il Santeramo Sport per 3-2, vince quella di ritorno con lo stesso risultato, accedendo alla fase successiva grazie al migliore quoziente punti. Nei quarti di finale le emiliane vengono eliminate a seguito della sconfitta per 3-0 inflitta dal Robursport Volley Pesaro.

## Organigramma societario
Area direttiva
- Presidente: Claudio Giovanardi

Area tecnica
- Allenatore: Tommy Ferrari
- Allenatore in seconda: Marco Paglialunga
- Scout man: Riccardo Boieri

Area sanitaria
- Medico: Roberto Barbieri
- Preparatore atletico: Maurizio Gardenghi
- Fisioterapista: Paolo Zucchi

## Rosa
| N° | Nome               | Ruolo | Data di nascita  | Nazionalità sportiva |
| -- | ------------------ | ----- | ---------------- | -------------------- |
| 1  | Chiara Tenza       | S     | 4 settembre 1991 | Italia               |
| 2  | Iuliana Nucu       | C     | 4 ottobre 1980   | Romania              |
| 3  | Alessia Gennari    | S     | 3 novembre 1991  | Italia               |
| 4  | Sandra Vitez       | S     | 9 maggio 1987    | Italia               |
| 5  | Valentina Cozzi    | L     | 21 gennaio 1985  | Italia               |
| 6  | Carmen Țurlea      | S     | 18 novembre 1975 | Romania              |
| 7  | Francesca Devetag  | C     | 13 novembre 1986 | Italia               |
| 8  | Elisa Dainotto     | S     | 1990             | Italia               |
| 9  | Lucia Bosetti      | S     | 9 luglio 1989    | Italia               |
| 10 | Giulia Pincerato   | P     | 16 maggio 1987   | Italia               |
| 11 | Laura Dussini      | S     | -                | Italia               |
| 12 | Elisa Lancellotti  | P     | 23 febbraio 1991 | Italia               |
| 13 | Giulia Rastelli    | L     | 1º marzo 1990    | Italia               |
| 14 | Margareta Kozuch   | S/O   | 30 ottobre 1986  | Germania             |
| 16 | Helena Havelková   | S     | 25 luglio 1988   | Rep. Ceca            |
| 17 | Ivana Plchotová    | C     | 22 ottobre 1982  | Rep. Ceca            |
| 18 | Giulia Montanarini | S     | 18 marzo 1990    | Italia               |

## Mercato
| Acquisti | Acquisti          | Acquisti        | Acquisti   |
| R.       | Nome              | da              | Modalità   |
| -------- | ----------------- | --------------- | ---------- |
| S        | Lucia Bosetti     | Amatori Orago   | definitivo |
| S        | Laura Dussini     | ?               | definitivo |
| S        | Helena Havelková  | Slavia Praga    | definitivo |
| S/O      | Margareta Kozuch  | Fischbek        | definitivo |
| P        | Elisa Lancellotti | Anderlini       | definitivo |
| C        | Ivana Plchotová   | Spes Conegliano | definitivo |

| Cessioni | Cessioni            | Cessioni      | Cessioni   |
| R.       | Nome                | a             | Modalità   |
| -------- | ------------------- | ------------- | ---------- |
| P        | Debora Bongini      | Donoratico    | definitivo |
| S        | Barbara De Luca     | Santeramo     | definitivo |
| S        | Lara Lugli          | Reggio Emilia | definitivo |
| S        | Costanza Manfredini | Villanterio   | definitivo |
| C        | Iveta Mikusová      | ?             | definitivo |
| S        | Paola Santisi       | ?             | definitivo |

## Risultati

### Serie A1

#### Girone di andata
| 1ª giornata - 7 ottobre 2007 PalaTriccoli, Jesi          | Giannino Pieralisi | 3 - 1 | Sassuolo          | 25-23, 25-12, 24-26, 25-21        |
| 2ª giornata - 10 ottobre 2007 PalaPaganelli, Sassuolo    | Sassuolo           | 1 - 3 | Asystel           | 22-25, 25-22, 21-25, 23-25        |
| 3ª giornata - 14 ottobre 2007 PalaBaldassarra, Altamura  | Altamura           | 0 - 3 | Sassuolo          | 19-25, 12-25, 20-25               |
| 4ª giornata - 17 ottobre 2007 PalaPaganelli, Sassuolo    | Sassuolo           | 0 - 3 | Busto Arsizio     | 25-27, 21-25, 17-25               |
| 5ª giornata - 25 novembre 2007 PalaRuggi, Imola          | Vicenza            | 3 - 1 | Sassuolo          | 23-25, 25-20, 25-21, 25-20        |
| 6ª giornata - 4 dicembre 2007 PalaPaganelli, Sassuolo    | Sassuolo           | 0 - 3 | Robursport Pesaro | 22-25, 26-28, 20-25               |
| 7ª giornata - 9 dicembre 2007 PalaPaganelli, Sassuolo    | Sassuolo           | 3 - 0 | Santeramo         | 25-19, 25-19, 25-20               |
| 8ª giornata - 14 dicembre 2007 PalaNorda, Bergamo        | Bergamo            | 3 - 0 | Sassuolo          | 25-17, 25-17, 25-17               |
| 9ª giornata - 22 dicembre 2007 PalaGalassi, Forlì        | Forlì              | 0 - 3 | Sassuolo          | 19-25, 23-25, 22-25               |
| 10ª giornata - 26 dicembre 2007 PalaPaganelli, Sassuolo  | Sassuolo           | 2 - 3 | Chieri            | 19-25, 26-24, 25-17, 23-25, 10-15 |
| 11ª giornata - 29 dicembre 2007 PalaEvangelisti, Perugia | Sirio Perugia      | 3 - 0 | Sassuolo          | 25-20, 25-16, 25-19               |

#### Girone di ritorno
| 12ª giornata - 27 gennaio 2008 PalaPaganelli, Sassuolo              | Sassuolo          | 2 - 3 | Giannino Pieralisi | 24-26, 25-21, 25-18, 17-25, 17-19 |
| 13ª giornata - 3 febbraio 2008 PalaDalLago, Novara                  | Asystel           | 0 - 3 | Sassuolo           | 23-25, 19-25, 19-25               |
| 14ª giornata - 6 febbraio 2008 PalaPaganelli, Sassuolo              | Sassuolo          | 3 - 0 | Altamura           | 25-19, 26-24, 25-20               |
| 15ª giornata - 8 febbraio 2008 PalaYamamay, Busto Arsizio           | Busto Arsizio     | 3 - 1 | Sassuolo           | 25-19, 25-22, 22-25, 25-23        |
| 16ª giornata - 17 febbraio 2008 PalaPaganelli, Sassuolo             | Sassuolo          | 3 - 1 | Vicenza            | 25-19, 25-20, 22-25, 28-26        |
| 17ª giornata - 24 febbraio 2008 PalaDionigi, Sant'Angelo in Lizzola | Robursport Pesaro | 3 - 2 | Sassuolo           | 21-25, 26-24, 25-23, 21-25, 15-12 |
| 18ª giornata - 2 marzo 2008 PalaCooper, Santeramo in Colle          | Santeramo         | 3 - 0 | Sassuolo           | 25-16, 25-23, 25-19               |
| 19ª giornata - 8 marzo 2008 PalaPaganelli, Sassuolo                 | Sassuolo          | 1 - 3 | Bergamo            | 26-28, 25-18, 16-25, 20-25        |
| 20ª giornata - 16 marzo 2008 PalaPaganelli, Sassuolo                | Sassuolo          | 3 - 0 | Forlì              | 25-14, 25-19, 25-11               |
| 21ª giornata - 22 marzo 2008 PalaMaddalene, Chieri                  | Chieri            | 2 - 3 | Sassuolo           | 18-25, 16-25, 25-21, 25-23, 10-15 |
| 22ª giornata - 31 marzo 2008 PalaPaganelli, Sassuolo                | Sassuolo          | 2 - 3 | Sirio Perugia      | 23-25, 26-24, 17-25, 25-21, 11-15 |

#### Play-off scudetto
| Quarti di finale (gara 1) - 9 aprile 2008 PalaPaganelli, Sassuolo         | Sassuolo          | 1 - 3 | Robursport Pesaro | 19-25, 23-25, 25-21, 22-25        |
| Quarti di finale (gara 2) - 12 aprile 2008 Palazzetto dello Sport, Pesaro | Robursport Pesaro | 3 - 2 | Sassuolo          | 20-25, 28-26, 17-25, 25-23, 18-16 |

### Coppa Italia

#### Fase a gironi
| 1ª giornata - 21 ottobre 2007 PalaValle, Volta Mantovana | Volta         | 3 - 2 | Sassuolo      | 23-25, 25-22, 34-32, 16-25, 15-11 |
| 2ª giornata - 24 ottobre 2007 PalaPaganelli, Sassuolo    | Sassuolo      | 3 - 1 | Sirio Perugia | 25-20, 12-25, 25-18, 25-22        |
| 3ª giornata - 28 ottobre 2007 PalaPaganelli, Sassuolo    | Sassuolo      | 3 - 0 | Villanterio   | 25-20, 25-16, 25-22               |
| 4ª giornata - 4 novembre 2007 PalaRavizza, Pavia         | Villanterio   | 0 - 3 | Sassuolo      | 15-25, 18-25, 15-25               |
| 5ª giornata - 11 novembre 2007 PalaEvangelisti, Perugia  | Sirio Perugia | 3 - 0 | Sassuolo      | 25-14, 25-16, 25-15               |
| 6ª giornata - 18 novembre 2007 PalaPaganelli, Sassuolo   | Sassuolo      | 3 - 2 | Volta         | 25-21, 17-25, 25-16, 25-27, 17-15 |

#### Fase a eliminazione diretta
| Ottavi di finale (andata) - 16 maggio 2008 PalaPaganelli, Sassuolo         | Sassuolo          | 2 - 3 | Santeramo | 23-25, 25-22, 28-26, 23-25, 11-15 |
| Ottavi di finale (ritorno) - 20 maggio 2008 PalaCooper, Santeramo in Colle | Santeramo         | 2 - 3 | Sassuolo  | 25-23, 25-23, 17-25, 21-25, 9-15  |
| Quarti di finale - 28 marzo 2008 PalaSavena, San Lazzaro di Savena         | Robursport Pesaro | 3 - 0 | Sassuolo  | 25-15, 25-19, 25-18               |

## Statistiche

### Statistiche di squadra
| Competizione | Punti | In casa | In casa | In casa | In trasferta | In trasferta | In trasferta | Totale | Totale | Totale |
| Competizione | Punti | G       | V       | P       | G            | V            | P            | G      | V      | P      |
| ------------ | ----- | ------- | ------- | ------- | ------------ | ------------ | ------------ | ------ | ------ | ------ |
| Serie A1     | 27    | 12      | 4       | 8       | 12           | 4            | 8            | 24     | 8      | 16     |
| Coppa Italia | 12    | 4       | 3       | 1       | 4            | 2            | 2            | 9      | 5      | 4      |
| Totale       | -     | 16      | 7       | 9       | 16           | 8            | 10           | 33     | 13     | 20     |

G = partite giocate; V = partite vinte; P = partite perse

### Statistiche dei giocatori
| L. Bosetti     | 23 | 187 | 150 | 29 | 8  | Statistiche assenti | Statistiche assenti |
| V. Cozzi       | 24 | 0   | 0   | 0  | 0  | Statistiche assenti | Statistiche assenti |
| E. Dainotto    | 0  | 0   | 0   | 0  | 0  | Statistiche assenti | Statistiche assenti |
| F. Devetag     | 11 | 25  | 15  | 8  | 2  | Statistiche assenti | Statistiche assenti |
| L. Dussini     | -  | -   | -   | -  | -  | Statistiche assenti | Statistiche assenti |
| A. Gennari     | -  | -   | -   | -  | -  | Statistiche assenti | Statistiche assenti |
| H. Havelková   | 9  | 52  | 41  | 6  | 5  | Statistiche assenti | Statistiche assenti |
| M. Kozuch      | 22 | 153 | 130 | 15 | 8  | Statistiche assenti | Statistiche assenti |
| E. Lancellotti | 11 | 1   | 0   | 0  | 1  | Statistiche assenti | Statistiche assenti |
| G. Montanarini | 2  | 1   | 0   | 0  | 1  | Statistiche assenti | Statistiche assenti |
| I. Nucu        | 23 | 244 | 186 | 54 | 4  | Statistiche assenti | Statistiche assenti |
| G. Pincerato   | 24 | 68  | 32  | 25 | 11 | Statistiche assenti | Statistiche assenti |
| I. Plchotová   | 22 | 184 | 112 | 65 | 12 | Statistiche assenti | Statistiche assenti |
| G. Rastelli    | 1  | 0   | 0   | 0  | 0  | Statistiche assenti | Statistiche assenti |
| C. Tenza       | -  | -   | -   | -  | -  | Statistiche assenti | Statistiche assenti |
| C. Țurlea      | 24 | 492 | 441 | 35 | 16 | Statistiche assenti | Statistiche assenti |
| S. Vitez       | 24 | 124 | 95  | 15 | 14 | Statistiche assenti | Statistiche assenti |

P = presenze; PT = punti totali; AV = attacchi vincenti; MV = muri vincenti; BV = battute vincenti